# Северное Борнео на Олимпийских играх
Северный Борнео участвовал в Олимпийских играх один раз — на летних Олимпийских играх 1956 года. Страну представляли два спортсмена-легкоатлета, которые не завоевали ни одной медали. В 1963 году Северный Борнео вошёл в состав Малайзии.